# Georg Schöbel

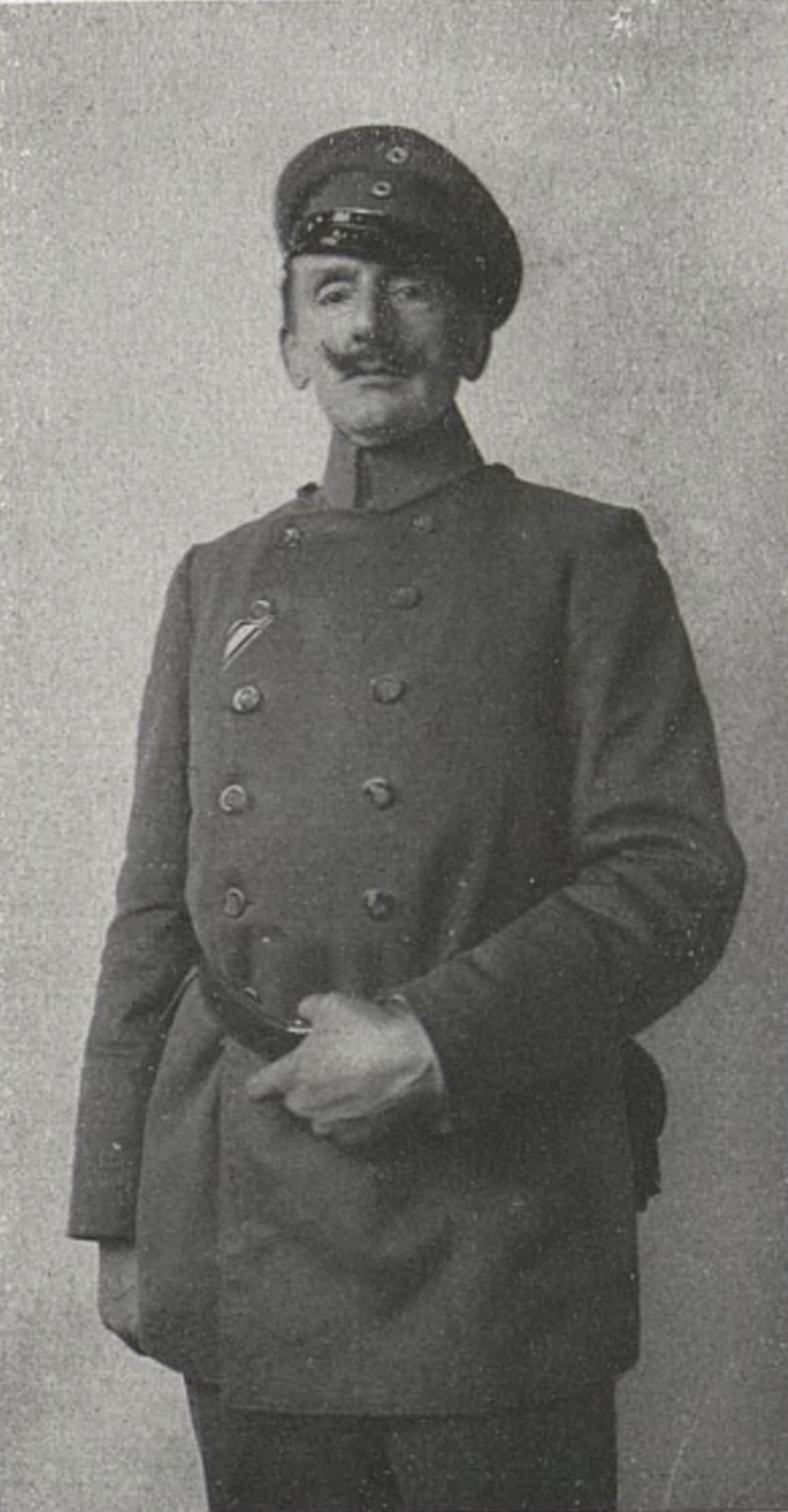
Georg Schöbel (ca. 1916)

Carl Louis Albert Georg Schöbel (* 10. Oktober 1858 in Berlin; † 1. Dezember 1928 ebenda) war ein deutscher Illustrator und Historienmaler.

## Leben
Schöbel stammte aus einer Kaufmannsfamilie. Nach Beendigung seiner Schulzeit erlernte er auf Wunsch seiner Eltern zunächst auch diesen Beruf. Ab 1884 begann er dann ein Studium an der Berliner Akademie der Künste.
Schon nach kurzer Zeit verließ er die Akademie und eignete sich seine Kunstfertigkeit überwiegend autodidaktisch an. Er ließ sich dabei sehr von Paul Meyerheim (1842–1915) und Adolph Menzel (1815–1905) beeinflussen.
Schöbel spezialisierte sich auf Szenen aus dem Leben Friedrichs des Großen, malte allerdings mit Beginn des Ersten Weltkriegs zahlreiche Gemälde mit patriotischen Darstellungen aus Kämpfen an der Westfront. Im Gegensatz dazu ist er auch als Illustrator von Kinderbüchern bekannt. 1904 erhielt er auf der Großen Berliner Kunstausstellung eine kleine Goldmedaille.
Er war seit 1918 mit Elsa Berta Dorothea geborene Schnoor (* 1881) verheiratet. Seine Schwester war die Schriftstellerin Agnes Schöbel (1867–1939).
Georg Schöbel starb am 1. Dezember 1928 im Alter von 70 Jahren in seiner Berliner Wohnung an einem schweren Herzleiden, das ihn schon drei Jahre lang an künstlerischer Arbeit gehindert hatte. Die Beisetzung fand auf dem Alten Friedhof der St.-Nikolai- und St.-Marien-Gemeinde an der Prenzlauer Allee statt. Die einst mit einer Marmorgruppe des 1909 verstorbenen Bildhauers Heinrich August Walger geschmückte Grabstätte ist nicht erhalten.
Auch heute finden sich zahlreiche Bilder Schöbels auf Auktionen und in Galerien.

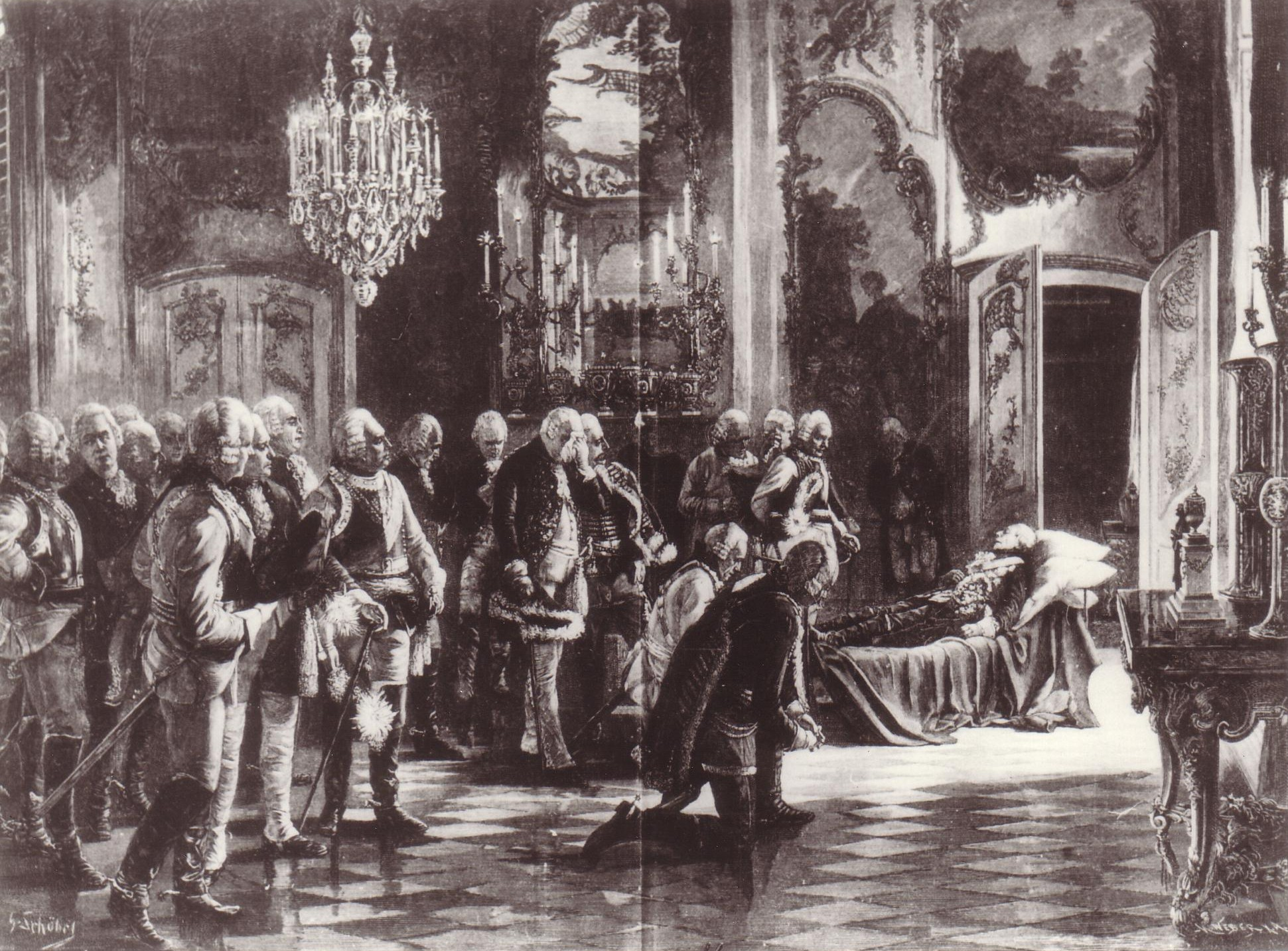
„Abschied der Generäle am Totenbett Friedrichs II. am 17. August 1786“ (Datum unbestimmt)
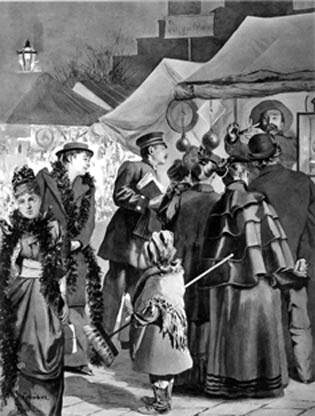
„Der billige Mann“ (1893)
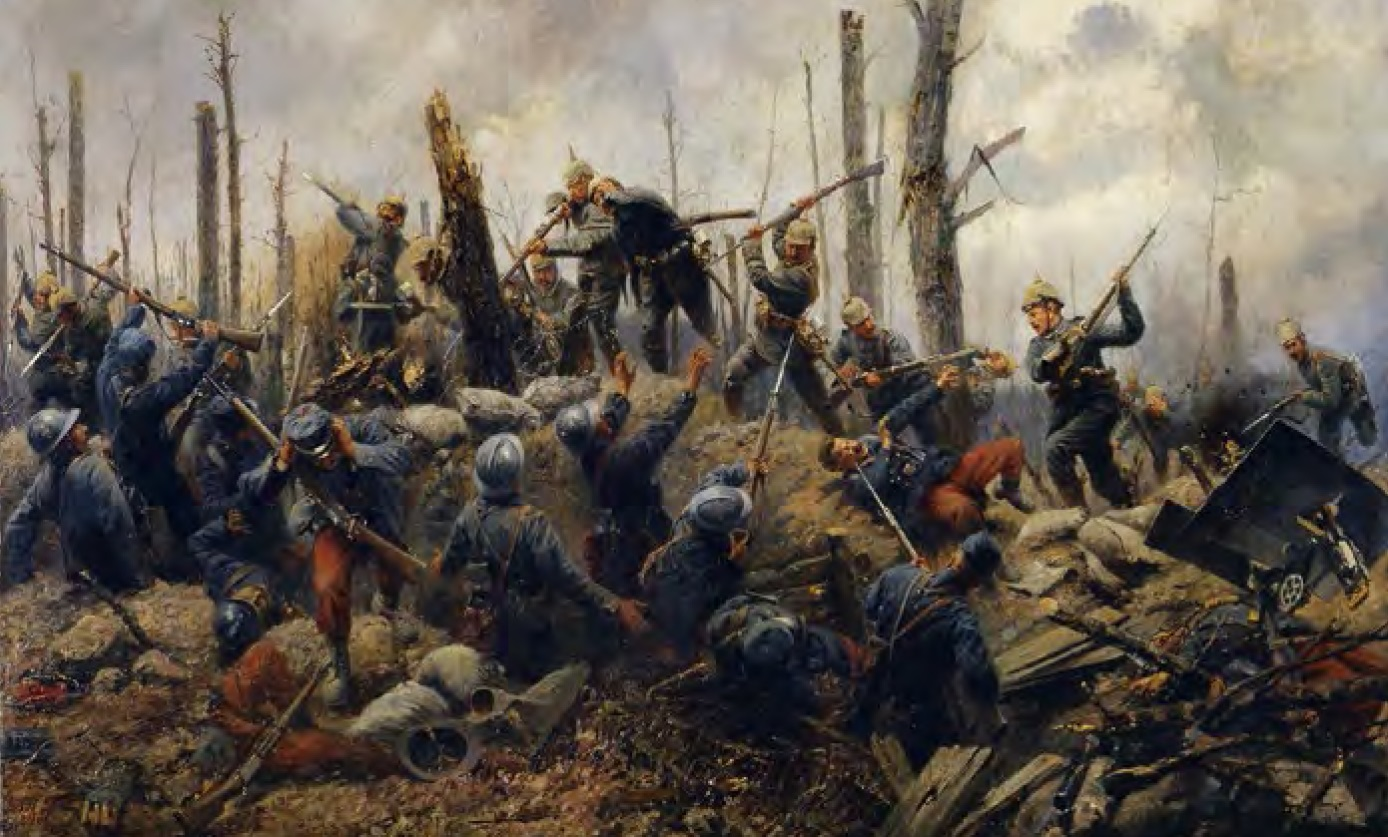
„Erstürmung der Anhöhe 285 in den Argonnen am 13. Juli 1915“ (1915)

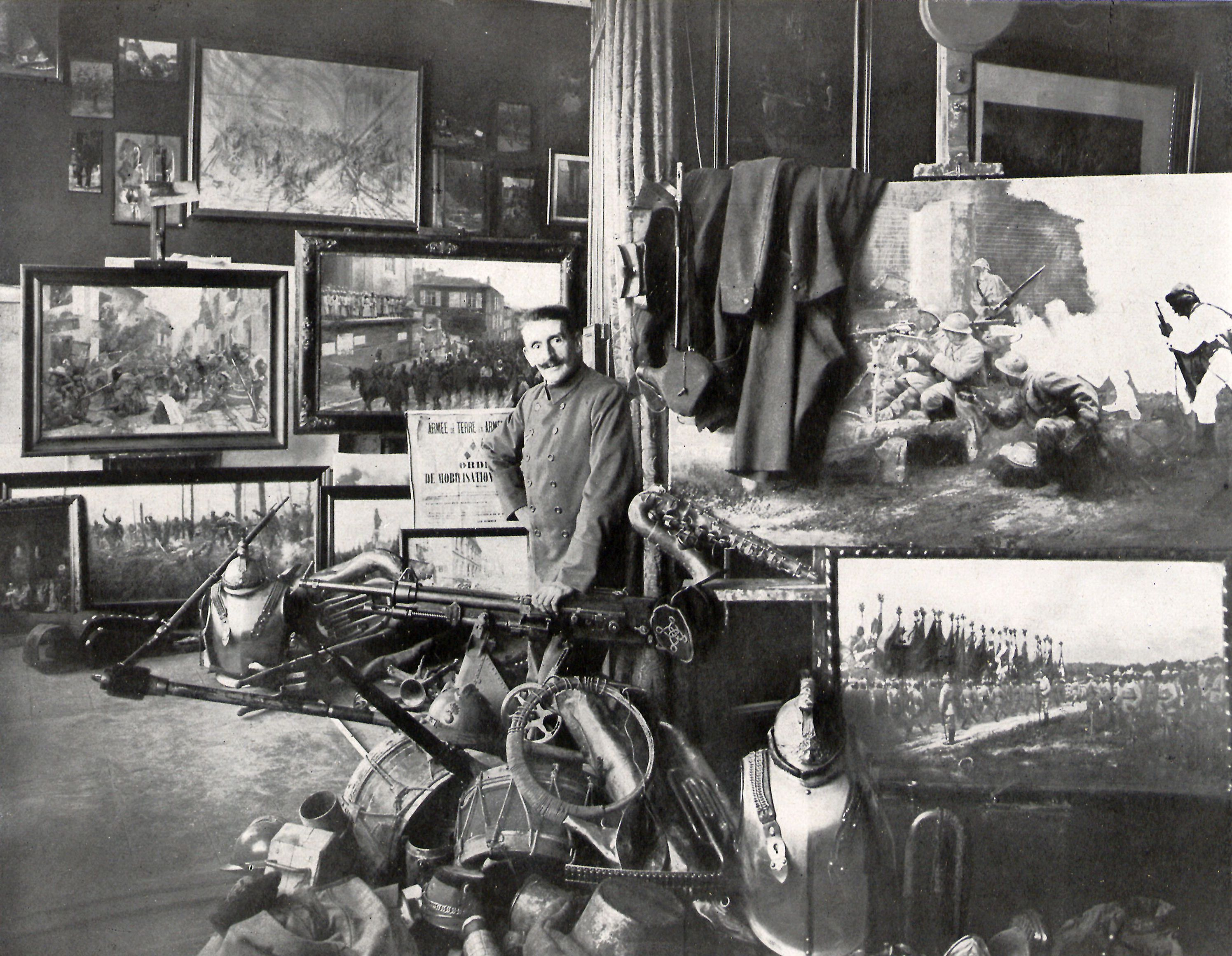
Georg Schöbel in seinem Atelier (1916)

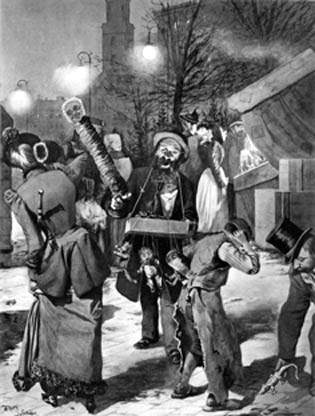
„Marktschreier“ (1893)

## Ausstellungen
- Internationale Berliner Kunstausstellung 1896
- Große Berliner Kunstausstellung 1897, 1904
- Kollektivausstellung von Dezember 1911 bis Januar 1912 im Bibliothekssaal des Berliner Generalstabsgebäudes